# Hemambikanagar
Hemambikanagar es una ciudad censal situada en el distrito de Palakkad en el estado de Kerala (India). Su población es de 28592 habitantes (2011).

## Demografía
Según el censo de 2011 la población de Hemambikanagar era de 28592 habitantes, de los cuales 13862 eran hombres y 14730 eran mujeres. Hemambikanagar tiene una tasa media de alfabetización del 92,32%, inferior a la media estatal del 94%. la alfabetización masculina es del 95,34%, y la alfabetización femenina del 89,51%.